# Raymond Corbin
Raymond Corbin (Rochefort-sur-Mer (Charente-Maritime), 23 de abril de 1907 - Boulogne-Billancourt, 1 de marzo de 2002) fue un grabador de medallas, escultor e ilustrador francés.

## Datos biográficos
Tras tener a Henri Dropsy como profesor en la Escuela de Bellas Artes de París, le sucedió como profesor de grabado de medallas en 1955. En este periodo coincidió en la Escuela con Jacqueline Bechet-Ferber. En 1960 admitió a Jacques Coquillay como su ayudante.
También fue nombrado miembro de la Academia de la Bellas Artes de Francia en 1970.

## Obra
Artista longevo y prolífico, entre sus medallas podemos citar una en recuerdo del pintor aragonés Francisco de Goya, acuñada por el Museo Goya de Castres; reproduce el autorretrato del pintor en Los Caprichos y en su reverso una vista del museo.

## Exposiciones y eventos
Entre las exposiciones y eventos en los que participó señalar los siguientes:
- Inauguración en 1963 del « Groupe des 9 » (Grupo de los 9), compuesto por Jean Carton, Léon Indenbaum, Paul Cornet, Marcel Damboise, Léopold Cretz, Gunnar Nilsson, Jean Ossouf, Raymond Martin y él mismo.

## Distinciones
- Orden del Mérito Deportivo (en francés: Ordre du Mérite sportif)